# Эсклармонда (опера)
«Эсклармо́нда» (фр. Esclarmonde) — романтическая опера в четырёх актах с прологом и эпилогом французского композитора Жюля Массне. Французское либретто Альфреда Бло и Луи Фернана де Грамона.
Премьера состоялась 14 мая 1889 года в Париже в Опера-комик. Заглавную партию исполнила американская певица Сибилла Сандерсон, ставшая на некоторое время настоящей музой Массне.
«Эсклармонда» — возможно, наиболее претенциозная опера Массне и наиболее вагнерианская по своему стилю. Партия Эсклармонды с её «стратосферическими колоратурами» представляет большую трудность и подвластна только самым виртуозным исполнительницам (уровня Джоан Сазерленд).

## История создания
Сюжет оперы основан на средневековом легендарном сказании «Партенопей Блуаский», записанном в середине XIII века Дени Пирамусом. В этом произведении героиня носит имя Мельор. Имя Эсклармонды было взято из другого произведения — поэмы «Эсклармонда» из цикла Гуона Бордосского, написанной тоже в XIII веке. Но сюжет этой поэмы совершенно отличается от того, который был положен в основу оперного либретто.
Альфред Бло обнаружил текст «Партенопея» в библиотеке Блуа, где он находился во время Парижской коммуны. Либретто, созданное Бло, называлось «Пертинакс» и было написано прозой. Позже оно было переложено в стихи соавтором Бло Луи де Грамоном. В таком виде оно было предложено в 1882 бельгийскому композитору Франсуа Огюсту Геварту, но тот отклонил предложение. После этого либретто оказалось у Массне.
Массне и его издатель Жорж Артман 1 августа 1886 года слушали оперу Вагнера «Парсифаль» на Байрейтском фестивале. Массне серьёзно интересовался стилем Вагнера и специально ездил в Брюссель на представление полного цикла «Кольца Нибелунга» в 1883.
В конце 1886 года Массне, воспользовавшись находившимся у него уже давно либретто Бло и Грамона, начал писать оперу в вагнерианском духе. На создание заглавной партии особое влияние оказало знакомство композитора весной 1887 года с американской певицей Сибил Сандерсон. Он был потрясён силой и виртуозностью её голоса. Летом 1887 года Массне поселился в Гранд-отеле Веве, где жила Сандерсон, и они ежедневно работали над главной партией новой оперы. Опера была закончена к концу 1888 года, и Массне посвятил её Сибилле Сандерсон.
Опера была признана одним из высочайших достижений французской музыки, и именно исполнением «Эсклармонды» была открыта Парижская всемирная выставка 1889 года. В России премьера состоялась в Санкт-Петербурге в Эрмитажном театре (1892) и Мариинском театре в конце XIX века.
После невероятно успешных премьер по всему миру опера была забыта. После смерти Сандерсон никто не решался исполнить партию Эсклармонды. Попытки возобновить оперу предпринимались в 1923 году, но безуспешно. Забытая на десятилетия, она возродилась в репертуаре современных театров благодаря австралийской примадонне Джоан Сазерленд и её супругу Ричарду Бонингу, которые организовали в 1970-е годы несколько постановок.

## Действующие лица
| Эсклармонда, дочь византийского императора                              | сопрано       |
| Парсис, её сестра                                                       | меццо-сопрано |
| Роланд, граф Блуа                                                       | тенор         |
| Эней, рыцарь Парсис                                                     | тенор         |
| Епископ Блуа                                                            | баритон       |
| Фока, византийский император                                            | бас           |
| Клеомер, король Франции                                                 | баритон       |
| Рыцари, дамы, герольды, воины, стражники, монахи, сарацины, народ, духи |               |

## Либретто

### Пролог. Византия. Собор Святой Софии
В присутствии народа всех сословий император Фока провозглашает свою старшую дочь Эсклармонду наследницей империи. Вопрос о замужестве принцессы является государственным делом и будет решен самим императором.

### Акт первый. Византия. Терраса императорского дворца
Эсклармонда не рада признанию её наследницей. Она влюблена во франкского рыцаря Роланда, графа Блуа, но теперь их женитьба невозможна. Сестру утешает Парсис. К ней прибыл её возлюбленный верный рыцарь Эней, который рассказывает Эсклармонде, что Роланд, находясь в Блуа, не забыл её и тоскует. Эсклармонда и Парсис решают с помощью волшебства перенести Роланда на волшебный остров, где Эсклармонда может с ним увидеться. Вызванные принцессами духи повинуются.

### Акт второй. Картина первая. Волшебный остров. Сад
Духи перенесли сюда Роланда. Он потрясён красотой окружающего пейзажа. Появляется Эсклармонда. Её лицо скрывает вуаль. Роланд потрясён благородством осанки неизвестной дамы. Она напоминает ему его возлюбленную Эсклармонду, но незнакомка запрещает ему узнавать, кто она, предлагает ему стать её рыцарем. Роланд согласен.

### Акт второй. Картина вторая. Волшебный остров. Дворец
Эсклармонда открывает Роланду, что его страна в опасности. На неё готовятся напасть сарацины. Принцесса вручает ему волшебный меч, с которым он всегда будет побеждать, пока останется верен ей.

### Акт третий. Блуа. Дворец
В присутствии восхищённых жителей Блуа, королевской свиты, пленных сарацинов король Клеомер и епископ Блуа прославляют Роланда, который спас родную страну от нашествия сарацин и полностью их разгромил. В качестве награды король предлагает Роланду жениться на его дочери. Роланд, храня верность таинственной даме, отказывается. Возмущённый король уходит. Роланд остаётся наедине с епископом. Тот выпытывает у рыцаря причины отказа. Роланд признается в том, что он побывал на волшебном острове. Епископ утверждает, что это козни дьявола и уходит. Появляется Эсклармонда. Она обвиняет Роланда в нарушении клятвы. В этот момент врывается епископ с монахами. Роланд пытается защитить принцессу от бросившихся к ней монахов. Но волшебный меч потерял свою силу, он рассыпается на куски. Эсклармонда очерчивает вокруг себя огненный круг и исчезает. Роланд в отчаянии — его счастье разбито.

### Акт четвертый. В Арденнских горах
Герольд сообщает, что император узнал о неповиновении Эсклармонды и сейчас будет решать, как наказать ослушницу. Парсис и Эней умоляют императора пощадить принцессу. Ведь все свои проступки она совершила из-за любви. Эсклармонда пытается отстаивать свои чувства к Роланду. Но Фока угрожает ей волшебными чарами. Парсис и Эней умоляют послушаться отца. Эсклармонда вынуждена согласиться. Она приказывает духам перенести к ней Роланда. Когда тот появляется, принцесса прощается с ним навсегда и просит забыть её.

### Эпилог. Византия. Площадь перед собором
Император объявляет толпе о завершении рыцарского турнира, который он устроил для того, чтобы выбрать мужа своей дочери. Победитель будет награждён браком с Эсклармондой. Входит победитель. Это рыцарь в чёрном. В ответ на просьбу назвать, как его имя, он отвечает «Отчаяние». Эсклармонда узнает голос рыцаря. Она снимает вуаль, рыцарь открывает шлем. Это Роланд. Теперь он с согласия императора станет её мужем.

## Дискография
- Массне. Эсклармонда. Дж. Сазерленд, Ю.Туранжo, Дж. Арагалл, Р.Дэвис, Г.Кларк, Л.Квилико, Р.Ллойд, К.Грант. Дирижёр Р.Бонинг / LONDON 1976
- Массне. Эсклармонда. Дж. Сазерленд, Ю.Туранжo, Дж. Арагалл, Л.Квилико, Дж. Макурди, К.Грант. Дирижёр Р.Бонинг / МЕТ 11.12.1976
- Массне. Эсклармонда. А.Пендатчанска, А.Купидо, И.Куркчиев, М.Пертузи, Б.Мартинович, Й.Зеннаро. Дирижёр А.Гуингал / Турин Teatro Regio 27.11.1992